# خمسة وعشرون وواحد وعشرون
خمسة وعشرون وواحد وعشرون (بالكورية: 스물다섯 스물하나)؛ هو مسلسل تلفزيوني كوري جنوبي، من بطولة كيم تاي ري، نام جوهيوك وبونا. تم بثه كل يومي السبت والأحد على قناة تي في إن من 12 فبراير إلى 3 أبريل 2022. وهو متاح أيضاً على نتفليكس.

## القصة
تدور أحداث المسلسل حول شخصين يلتقيان لأول مرة عندما يبلغان من العمر 22 و18 عامًا ويبدآن قصة حبهما بعد أربع سنوات عندما يبلغان من العمر 25 و21 عامًا.

## طاقم
- كيم تاي ري بدور نا هي دو (أعجوبة المبارزات).[7]
- نام جو هيوك في دور بايك يي جين، الابن البكر لعائلة دمرها صندوق النقد الدولي وأصبح مراسلًا بعد أن عاش حياة صعبة.[8]
- بونا بدور جو يو ريم، أصغر فتاة حاصلة على ميدالية ذهبية في المبارزة في كوريا الجنوبية وهي أكبر منافس لنا هي دو.[9]
- تشوي هيون ووك في دور مون جي وونغ، نجم الإنترنت السابق.[10]
- لي جو ميونغ في دور جي سونغ وان، قائد الفصل.[11]

## المشاهدات
| الموسم | الموسم | رقم الحلقة | رقم الحلقة | رقم الحلقة | رقم الحلقة | رقم الحلقة | رقم الحلقة | رقم الحلقة | رقم الحلقة | رقم الحلقة | رقم الحلقة | رقم الحلقة | رقم الحلقة | رقم الحلقة | رقم الحلقة | رقم الحلقة | رقم الحلقة | المتوسط |
| الموسم | الموسم | 1          | 2          | 3          | 4          | 5          | 6          | 7          | 8          | 9          | 10         | 11         | 12         | 13         | 14         | 15         | 16         | المتوسط |
| ------ | ------ | ---------- | ---------- | ---------- | ---------- | ---------- | ---------- | ---------- | ---------- | ---------- | ---------- | ---------- | ---------- | ---------- | ---------- | ---------- | ---------- | ------- |
|        | 1      | 1.537      | 2.065      | 1.999      | 2.165      | 1.988      | 2.509      | 2.620      | 2.857      | 2.870      | 2.887      | 2.919      | 2.828      | 2.796      | 2.905      | 2.639      | 3.047      | 2.539   |

وفقا لنيلسن كوريا، حقق المسلسل رقماً قياسياً في نسب المشاهدة في الحلقة الأخيرة بمتوسط تقييم 11.6% بحوالي 3 مليون مشاهدة، لتصبح ضمن اعلى المسلسلات تقييما لقناة تي في إن، وضمن انجح الأعمال الدراميه لهاذا العام.
| الحلقات | تاريخ البث الأصلي | متوسط حصة الجمهور تقييمات (Nielsen Korea) | متوسط حصة الجمهور تقييمات (Nielsen Korea) |
| الحلقات | تاريخ البث الأصلي | على الصعيد الوطني                         | سيئول                                     |
| ------- | ----------------- | ----------------------------------------- | ----------------------------------------- |
| 1       | 12 فبراير 2021    | 6.370%                                    | 7.799%                                    |
| 2       | 13 فبراير 2021    | 8.010%                                    | 8.867%                                    |
| 3       | 19 فبراير 2022    | 8.182%                                    | 8.981%                                    |
| 4       | 20 فبراير 2022    | 8.787%                                    | 9.972%                                    |
| 5       | 26 فبراير 2022    | 7.956%                                    | 8.960%                                    |
| 6       | 27 فبراير 2022    | 9.817%                                    | 11.065%                                   |
| 7       | 5 مارس 2022       | 9.718%                                    | 10.380%                                   |
| 8       | 6 مارس 2022       | 10.900                                    | 11.734%                                   |
| 9       | 12 مارس 2022      | 10.622%                                   | 12.043%                                   |
| 10      | 13 مارس 2022      | 10.879%                                   | 12.660%                                   |
| 11      | 19 مارس 2022      | 10.887%                                   | 12.410%                                   |
| 12      | 20 مارس 2022      | 10.675%                                   | 12.528%                                   |
| 13      | 26 مارس 2022      | 9.927%                                    | 11.001%                                   |
| 14      | 27 مارس 2022      | 10.308%                                   | 11.451%                                   |
| 15      | 2 أبريل 2022      | 9.592%                                    | 10.302%                                   |
| 16      | 3 أبريل 2022      | 11.513%                                   | 12.636%                                   |
| المعدل  | المعدل            | 9.636%                                    | 10.799%                                   |

## الإنتاج

### صناعة
- التخطيط العام : (CJ ENM MediaIP/tvN).[16]

- تخطيط: تي في إن & كيم يونغ كيو (S.D).[17]
- فريق العمل: هوا اند دام بيكتشرز.[18][19]
- كتابة واخراج: المسلسل من كتابة كوان دو ايون التي كتبت مسلسل دبليو:البحث، وكانت ضمن الكتاب السناريو المساعدين في مسلسل السيد المشرق.[20] ومن أخراج جونغ جي هيون الذي عمل على إخراج مسلسل انت ربيعي، الملك:ملك أبدي.[21]
- موسيقي : ليم ها يونغ هو نفسه الذي تولى إدارة موسيقى مسلسلات مثل: الموت في خدمتك، الصوت 4، أنت ربيعي، مسقط رأس تشا تشا، نافيليرا. جميعها لقناة تي في ان.[22]

### طاقم
في 7 سبتمبر، تم تأكيد أن نجوم المسلسل هم كيم تاي ري ونام جو هيوك وبونا وتشوي هيون ووك ولي جو ميونغ، يعد هذا المسلسل ثاني ظهور للممثلة كيم تاي ري على تي في ان. ظهرت آخر مرة في السيد المشرق في عام 2018.

### التصوير
بدأ تصوير المسلسل في 7 سبتمبر 2021.

### الإصدار
من المقرر أن يتم عرض المسلسل لأول مرة في 12 فبراير 2022 وسيعرض كل يوم السبت والأحد في تمام الساعة 21:00 (KST).

## روابط خارجية
- خمسة وعشرون وواحد وعشرون
 على الموقع الرسمي
- خمسة وعشرون وواحد وعشرون على موقع IMDb (الإنجليزية)
- خمسة وعشرون وواحد وعشرون على موقع روتن توميتوز (الإنجليزية)
- خمسة وعشرون وواحد وعشرون على موقع نتفليكس (الإنجليزية)
- خمسة وعشرون وواحد وعشرون على موقع فيلمافينيتي (الإسبانية)
- خمسة وعشرون وواحد وعشرون على موقع كينوبويسك (الروسية)
- خمسة وعشرون وواحد وعشرون على موقع قاعدة بيانات الفيلم (الإنجليزية)
- خمسة وعشرون وواحد وعشرون على هانسينما